# Palau-sator (kommunhuvudort)
Palau-sator är en kommunhuvudort i Spanien.   Den ligger i provinsen Província de Girona och regionen Katalonien, i den östra delen av landet, 600 km öster om huvudstaden Madrid. Palau-sator ligger 24 meter över havet och antalet invånare är 282.
Terrängen runt Palau-sator är platt åt nordväst, men åt sydost är den kuperad.Runt Palau-sator är det tätbefolkat, med 356 invånare per kvadratkilometer. Närmaste större samhälle är Palafrugell, 9,1 km sydost om Palau-sator. Trakten runt Palau-sator består till största delen av jordbruksmark.